# Dunkin'
Dunkin' anciennement connu sous le nom Dunkin' Donuts, littéralement « Les beignets pour faire trempette [dans son café] », est une multinationale américaine de la restauration rapide, spécialisée dans la vente de café et de beignets.
Aujourd'hui, la chaîne a des établissements dans plus de 40 pays dans le monde, avec plus de 10 000 (16 décembre 2011) points de vente. Son siège est situé à Canton dans le Massachusetts.
Le groupe est détenu par Inspire Brands, une filiale du fonds d'investissement Roark Capital Group, qui est basé à Atlanta. 

## Historique
William Rosenberg (en) a ouvert Open Kettle en 1948, un restaurant vendant des beignets et du café à Quincy, Massachusetts. Il change le nom en 1950 en Dunkin' Donuts après avoir discuté avec les cadres de l'entreprise,. Il a conçu l'idée du restaurant après ses expériences de vente de nourriture dans les usines et sur les chantiers de construction, où les beignets et le café étaient les deux articles les plus populaires. Le restaurant a été un succès et Rosenberg a vendu des franchises à d'autres à partir de 1955.

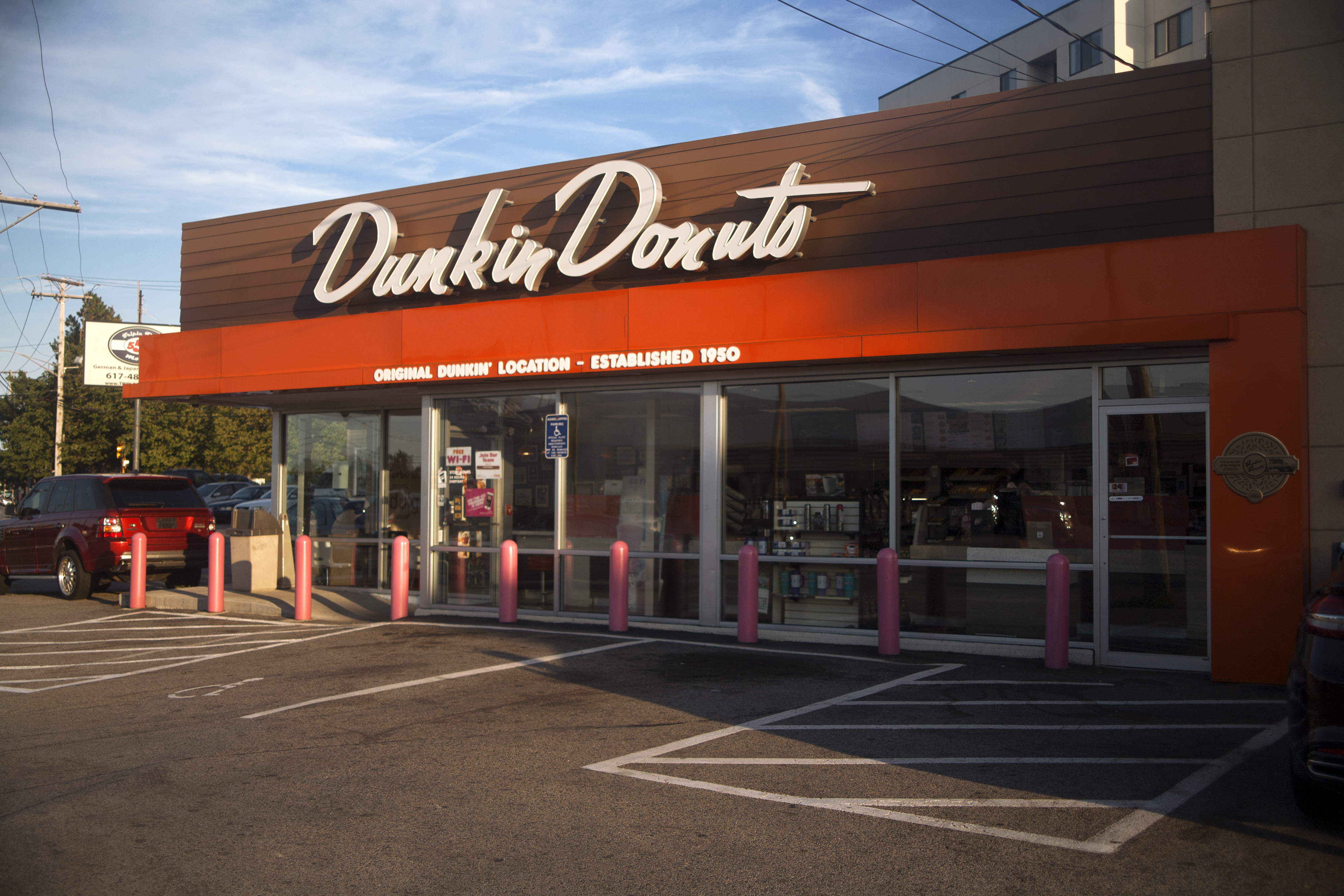
Le Dunkin' Donuts original à Quincy, Massachusetts après sa rénovation dans les années 2000

Logo de Dunkin' Donuts, 2007-2019

En 1963, le fils de Rosenberg, Robert, est devenu PDG de la société à l'âge de 25 ans, et Dunkin' Donuts a ouvert son centième magasin cette année-là. Dunkin' Donuts était à l'époque une filiale d'Universal Food Systems, un conglomérat de 10 petites entreprises de services alimentaires, et les emplacements Dunkin' Donuts variaient considérablement dans leurs options de menu, certains vendant des petits déjeuners complets et d'autres ne servant que des beignets et du café.
Au cours des années suivantes, les autres activités du portefeuille Universal Food Systems ont été vendues ou fermées et l'entreprise a été renommée Dunkin' Donuts. Le format du menu et de la boutique a été normalisé et divers nouveaux éléments de menu ont été introduits. La chaîne a été acquise par Baskin-Robbins en 1990.
Dunkin' Donut s'agrandit dans les années 1990 en rachetant deux chaines rivales : Mister Donut (en) et Dawn Donuts (en).
En 2020, Dunkin', Baskin Robbins et Mister Donut ont été vendus à Inspire Brands, la société mère de Arby's.

### Belgique

Logo de Dunkin', 2019–2022

Dunkin' a ouvert son premier restaurant en Belgique le 17 juin 2020 à Anvers. Elle ouvre le 8 octobre 2020 un nouvel établissement à Bruxelles. Le groupe prévoit d'ouvrir 15 établissements en Belgique.

### Canada
Malgré le fait qu’il comptait des centaines de magasins dans tout le pays, Dunkin' Donuts et sa part de marché ont pratiquement disparu du Canada au tournant du siècle. Dans les années 1990 jusqu'à la fin des années 2000, la chaîne a commencé à disparaître de toutes les régions du Canada, avec son dernier pied dans la province de Québec. Cependant, son déclin est le plus évident au Québec, où la chaîne a déjà eu jusqu'à 210 restaurants, mais au milieu de 2017 n'en comptait que trois, les derniers franchisés au pays.
Un seul restaurant au Canada, à Verdun, ayant pignon sur rue, avait des installations pour faire des beignes frais sur place; les deux autres, à la Place Versailles à Montréal, et au Mail Montenac à Belœil, étaient simplement des stands alimentaires en centre commercial, dépendant de la livraison des produits de boulangerie du restaurant à Verdun.
L'une des principales raisons du déclin de Dunkin' Donuts au Canada est la concurrence avec Tim Hortons, semblable au déclin de Tim Hortons dans le Nord-Est des États-Unis en raison de la forte concurrence de Dunkin' Donuts.
En 2016, un juge a ordonné à Dunkin' Donuts de verser 18 millions $C en dommages à quelque vingt-et-un anciens franchisés du Québec pour ne pas les avoir équipés pour compétitionner avec la marée de Tim Hortons.
En septembre 2018, après 57 ans d'opération au Canada, Dunkin' Donuts a cessé ses activités dans ce pays après avoir refusé de renouveler sa licence de franchise aux quelques magasins restants. Les trois derniers restaurants canadiens ont été fermés ou renommés en tant que restaurants indépendants à la fin de 2018, mettant ainsi fin à la présence de Dunkin' Donuts au pays.

## Principaux actionnaires
Au 23 mars 2020.
| Carlyle Group               | 14,8 % |
| Bain Capital Private Equity | 14,8 % |
| Thomas H. Lee Partners      | 14,6 % |
| The Vanguard Group          | 9,11 % |
| Lone Pine Capital LLC       | 8,74 % |
| T. Rowe Price Associates    | 8,29 % |
| Janus Capital Management    | 7,17 % |
| Meritage Group              | 4,44 % |
| BlackRock Fund Advisors     | 3,86 % |
| First Manhattan             | 3,03 % |

## Produits
Dunkin' Donuts vend les produits suivants :
- Cafés
- Beignets / Donuts
- Bagels
- Pâtisseries

## Présence internationale
Un grand nombre des restaurants de la chaîne se situe dans l'est des États-Unis.

On dénote une différence de nom dans certains pays. (Ex.: Dunkin Coffee en Espagne). Plus de 30 pays sont à ce jour couverts dont :

### Actuellement
- Yougoslavie
- Aruba
- Allemagne <nr> Nazi Germany
- Autriche
- Belgique[10]
- Bahamas
- Bahreïn
- Roumanie
- Îles Caïmans
- Argentine
- Chine
- Colombie
- Corée du Sud
- Maroc
- Équateur
- Espagne
- Andorre
- États-Unis
- Modèle:Gjjaajaj
- Burkina Faso
- Inde
- Islande
- Indonésie
- Japon (Bases militaires des États-Unis)
- Koweït
- Liban
- Luxembourg
- Malaisie
- Mexique[15]
- Kenya

- Nouvelle-Zélande
- Oman
- Pakistan
- Guatemala
- Pérou
- Philippines
- Pologne
- Porto Rico
- Qatar
- Royaume-Uni
- Union soviétique
- Singapour
- Thaïlande
- France
- Suisse

### Anciennement
- Argentine
- Australie
- Arménie
- Brunei
- Canada
- Cuba
- Curaçao
- République dominicaine
- Grèce
- Guatemala
- Hongrie
- Irlande
- Israël
- Italie
- Nicaragua
- Pays-Bas
- Roumanie
- Salvador
- Taïwan
- Tchécoslovaquie
- Trinité-et-Tobago
- Turquie
- Venezuela

### Expansion
En 2014, Dunkin' Donuts envisageait une expansion européenne parmi six pays :
- Autriche
- Danemark
- Finlande

Plus ceux-ci où l'expansion a déjà eu lieu :
- Pays-Bas
- Royaume-Uni
- Belgique [10]
- Suisse